# François Charles du Barail

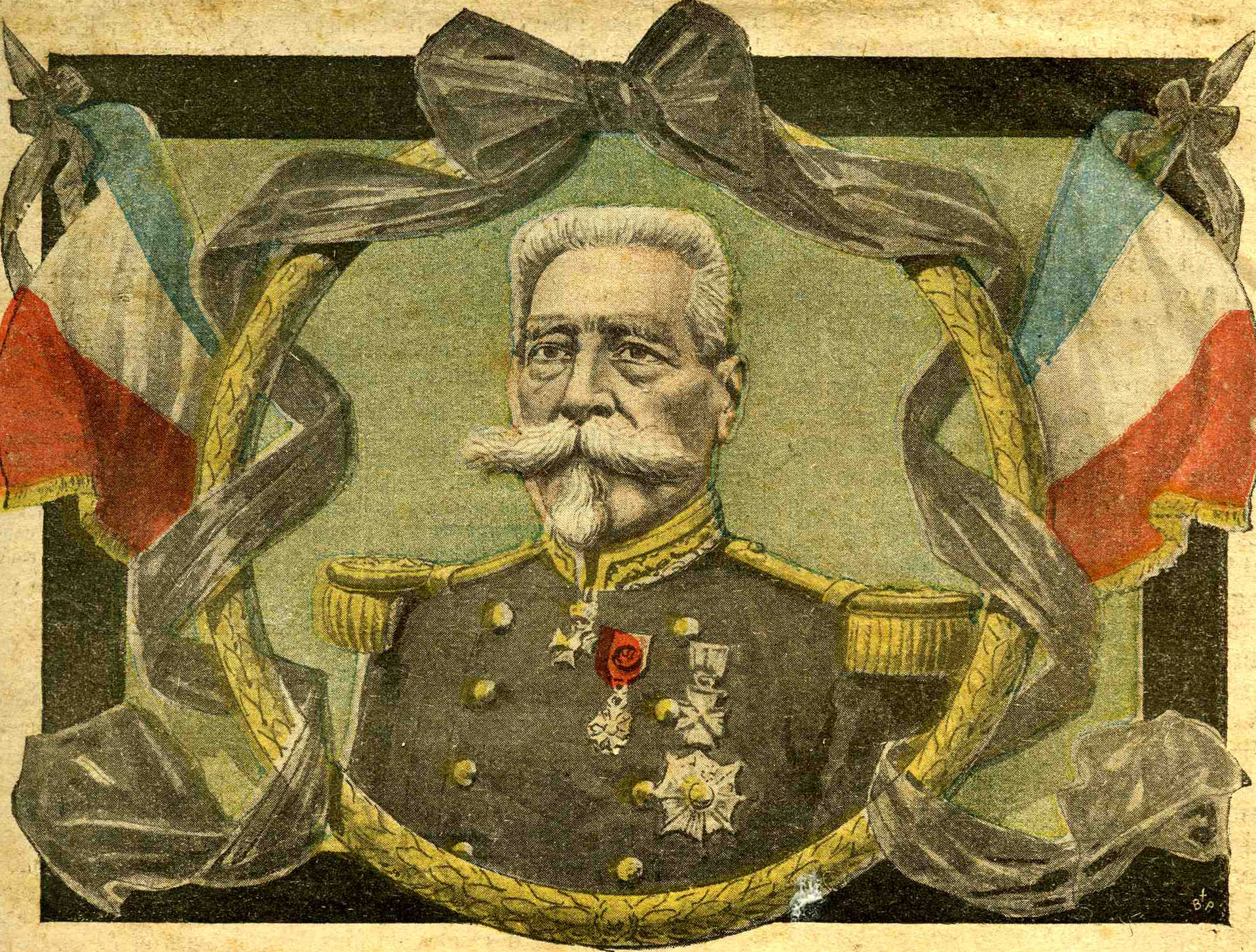
François Charles du Barail

Comte François Charles du Barail (* 25. Mai 1820 in Versailles; † 30. Januar 1902 in Neuilly-sur-Seine) war ein französischer Général de division während des Zweiten Kaiserreichs und Kriegsminister während der Dritten Republik.

## Leben
François Charles du Barail stammte aus einer Militärfamilie. Er wurde in Versailles geboren, wo sein Vater Charles du Barail Chef d’escadron war.
Mit neunzehn Jahren trat er in die Spahis von Oran ein, zeichnete sich im Februar 1840 vor Mostaganem durch seine Tapferkeit aus, wurde 1842 in der Armeeordnung erwähnt und im selben Jahr zum Sous-Lieutenant ernannt. Nach den Schlachten gegen Abd el-Kader und bei Isly, bei der er verwundet wurde, erhielt er den Rang eines Leutnants. Nach den Kämpfen vor Laghouat wurde er zum Chef d'escadrons des 5. Husarenregiments ernannt.
Im folgenden Jahr wurde du Barail zum Lieutenant-colonel ernannt und zum Oberkommando des Kreises Laghouat berufen, das er verließ, um zu den Gardejägern überzutreten. Am 30. Dezember 1857 wurde er zum Oberst des 1. Kürassierregiments ernannt. 1860 kehrte er an der Spitze des 3. Jägerregiments nach Afrika zurück und nahm 1862 mit zwei Schwadronen dieses Regiments an der französischen Intervention in Mexiko teil.
Bei der Kriegserklärung an Preußen am 16. Juli 1870 erhielt Barail das Kommando über eine Kavalleriedivision mit vier Regimentern der Jäger von Afrika. Seine Führung brachte ihm den Rang eines Brigadegenerals und am 23. März 1871 den eines Général de division ein. Während des Feldzugs 1871 im Landesinneren – es handelte sich hierbei um militärische Operationen, die gegen aufständische Landesteile gerichtet war – befehligte er das 3. Armeekorps der regulären, sogenannten Versailler Armee und nahm während der Blutwoche an der Niederschlagung der Pariser Kommune teil.
Von Mai 1873 bis Mai 1874 war er Kriegsminister in zwei Regierungen Albert de Broglies. Ihm ist insbesondere das Gesetz über die allgemeine Organisation der Armee zu verdanken.
Anschließend übernahm er das Kommando über das 9. Armeekorps. Während der Krise vom 16. Mai 1877 missbilligte er die Kleinmütigkeit von Staatspräsident Marschall de Mac Mahon und bedauerte, dass dieser die Verfasser des Manifests der 363 nicht hatte verhaften lassen. Im Dezember 1877 wurde er während der Regierung Gaëtan de Rochebouëts verdächtigt, an den Vorbereitungen für einen Militärputsch teilgenommen zu haben, um die Ordre moral an der Macht zu halten.
Nach den Wahlen von 1879 zum Senat begannen die siegreichen Republikaner unter Léon Gambetta die Armee zu säubern, was zum Rücktritt Mac Mahons führte. Mac Mahons Nachfolger als Präsident, Jules Grévy, versetzte du Barail in den Ruhestand.

## Bonapartismus und Lebensabend
Der General begleitete Napoleon III. in den Krieg von 1870, blieb ihm treu und leitete bonapartistische Versammlungen. Im Jahr 1888 folgte er dem Herzog von Padua als Vorsitzender der imperialistischen Komitees des Départements Seine. In dieser Funktion wurde er um 1890 von Baron Jules Legoux abgelöst.
Du Barail wurde als Großoffizier der Ehrenlegion ausgezeichnet. Im Ruhestand widmete er sich dem Schreiben seiner Memoiren. 1898 kandidierte er für die Académie française. Er starb am 30. Januar 1902 in Neuilly und wurde auf dem alten Friedhof von Meaux beigesetzt.

## Werke
- Mes souvenirs 1 1820–1851, Nourrit et Cie, 1897[12][13]
- Mes souvenirs 2 1851–1864, Nourrit et Cie, 1898[14]
- Mes souvenirs 3 1864–1879, Nourrit et Cie, 1898[15]